# Трифонов, Олег Вячеславович
Оле́г Вячесла́вович Три́фонов (род. 9 июня 1981, Сочи, РСФСР, СССР) — российский футболист, полузащитник.

## Карьера
В ноябре 1996 года выиграл вместе со сборной Ставрополя первенство России среди сборных юношеских команд (игроки 1981 года рождения). В финале, прошедшем в городе Белореченск, сборная Ставрополя обыграла ровесников из Калуги (4:0), Нижнего Новгорода (4:1), Краснодара (1:0) и Санкт-Петербурга (2:0). Олег играл во всех финальных матчах, забил один гол. В одной команде с ним играли Роман Павлюченко и Сергей Сердюков. 31 августа 1999 года Олег впервые выступил за ставропольское «Динамо». В том сезоне он забил всего один гол, 4 ноября 1999 года «Кристаллу», на 90-й минуте.
В 2000 году Трифонов вместе с одноклубником Романом Павлюченко, который впоследствии перешёл в ФК «Спартак», стал выступать за волгоградский «Ротор». В 2004 году после вылета «Ротора» из высшей лиги Олег подписал пятилетний контракт с «Зенитом», но смог участвовать лишь в 7 играх и в период дозаявок был отдан в аренду «Кубани» (август — октябрь 2005). 2006 год Трифонов начал в «Зените», с которым провёл три матча Кубка УЕФА против «Олимпика» (отличившись после выхода на замену на 3-й добавленной ко второму тайму минуте) и «Севильи», два первых матча в чемпионате России, после чего опять угодил на скамейку запасных.
В 2007 Трифонова заявили самарские «Крылья», которые взяли его у «Зенита» в аренду с правом выкупа. В межсезонье 2007/2008 вслед за Александром Тархановым перешёл из «Крыльев Советов» в «Кубань», за которую провёл 7 матчей, забил 1 мяч, однако, затем перестал проходить в состав, поэтому был отзаявлен 31 августа 2008 года. В тот же день был заявлен за «Спортакадемклуб».
2 августа 2010 года был заявлен за волгоградский «Ротор», где выступал на правах аренды до конца сезона-2010. 12 апреля 2011 года подписал контракт с саратовским «Соколом» сроком на 1,5 года. 26 июля 2011 года было сообщено, что контракт с «Соколом» был прекращён по соглашению сторон.
16 августа 2011 года подписал контракт с волгоградским «Ротором». С декабря 2011 года выступал за клуб «Русь». Завершил профессиональную карьеру в 2013 году в «Ангуште».

### Тренерская карьера
В 2014 году основал в Санкт-Петербурге детско-юношескую спортивную школу «Авангард» и стал одним из её тренеров.
С 2020 года является главным тренером любительского футбольного клуба, выступающего в соревнованиях Санкт-Петербурга.